# 戈羅季謝 (切爾尼亞希夫區)
50°20′32″N 28°49′8″E / 50.34222°N 28.81889°E
戈羅季謝（烏克蘭語：Городище）是位於烏克蘭北部日托米爾州裏日托米爾區的村莊，始建於1623年，面積1.57平方公里，海拔高度202米，2001年人口526。